# San Pablo (Laguna)
Pour les articles homonymes, voir San Pablo.
San Pablo est une localité de la province de Laguna, aux Philippines. En 2015, elle compte 266 068 habitants.

## Personnalités
- Sol Aragones (1977-), journaliste et femme politique née à San Pablo.